# Jan Miodek
Jan Franciszek Miodek (* 7. června 1946 Tarnowskie Góry) je polský jazykovědec, popularizátor spisovné polštiny, od roku 1991 profesor Vratislavské univerzity. Je známý svým jazykovým poradenstvím poskytovaným v médiích.
Je absolventem Vratislavské univerzity (1968). V letech 1968-2016 byl vědeckým pracovníkem téže univerzity. V roce 1973 získal doktorát a v roce 1983 se habilitoval. V roce 1995 byl jmenován profesorem humanitních věd.
W letech 1987-2007 řídil program „Ojczyzna polszczyzna“ v Polské televizi. Od roku 1968 vede rubriku Rzecz o języku v deníku „Słowo Polskie”.

## Publikace
- Syntetyczne konstrukcje leksykalne w języku polskim, Zakład Narodowy im. Ossolińskich, Wrocław 1976
- Kultura języka w teorii i praktyce, Wyd. Uniwersytetu Wrocławskiego, Wrocław 1983
- Rzecz o języku. Szkice o współczesnej polszczyźnie, Zakład Narodowy im. Ossolińskich, Wrocław 1983, ISBN 83-04-00915-3.
- Odpowiednie dać rzeczy słowo. Szkice o współczesnej polszczyźnie, Państwowy Instytut Wydawniczy, Warszawa 1993, ISBN 83-06-02278-5.
- Ojczyzna polszczyzna dla uczniów, Wydawnictwo Radia i Telewizji, Warszawa 1990, ISBN 83-212-0581-X.
- Przez lata ze słowem polskim, Zakład Narodowy im. Ossolińskich, Wrocław-Warszawa-Kraków 1991, ISBN 83-04-03628-2.
- Śląska ojczyzna polszczyzna, Wojewódzka Biblioteka Publiczna, Katowice 1991, ISBN 83-900122-3-5.
- O języku do kamery, Krajowa Agencja Wydawnicza, Rzeszów 1992, ISBN 83-03-03527-4.
- Nie taki język straszny. O polszczyźnie do uczniów, Gdańskie Wydawnictwo Oświatowe, Gdańsk 1996, ISBN 83-85694-32-3.
- Miodek drąży skałę, Towarzystwo Przyjaciół Polonistyki Wrocławskiej, Wrocław 1993, ISBN 83-7091-006-8.
- Jaka jesteś, polszczyzno?, Towarzystwo Przyjaciół Polonistyki Wrocławskiej, Wrocław 1996, ISBN 83-7091-025-4.
- Rozmyślajcie nad mową!, Prószyński i S-ka, Warszawa 2002, ISBN 83-7337-195-8.
- ABC polszczyzny, Wydawnictwo Dolnośląskie, Wrocław 2004, ISBN 83-7384-160-1